# 第三代诺福克公爵托马斯·霍华德
第三代诺福克公爵托马斯·霍华德，KG PC（1473年—1554年8月25日）是英国都铎王朝的重要政治人物。英王亨利八世六任妻子中的两任，即安妮·博林和凯瑟琳·霍华德，都是他的子侄辈。在两人嫁给国王的过程中托马斯·霍华德都曾积极出谋划策，发挥了重要作用。不幸且巧合的是，安妮和凯瑟琳最后都掉了脑袋。1546年托马斯失足，被剥夺了公爵头衔并投入伦敦塔。若不是亨利八世在次年就去世，他多半难逃一死。
信奉天主教的玛丽一世女王登基之后，托马斯·霍华德被释放。作为回报同为天主教徒的托马斯努力帮助女王维护和巩固其权力，但也因此得罪了信奉新教的王室成员，尤其是瑪麗的同父异母妹妹伊丽莎白一世。

## 早年生活
托马斯是第二代诺福克公爵托马斯·霍华德和其第一任妻子伊丽莎白·蒂尔尼的长子。伊丽莎白是弗里德里克·蒂尔尼爵士之女，也是亨弗莱·鲍彻爵士的遗孀。托马斯的祖父第一任诺福克公爵约翰·霍华德因为其母系血统继承了诺福克公爵的头衔，而诺福克公爵的起源为英格兰国王爱德华一世的第六子第一代诺福克伯爵布拉泽顿的托马斯。1485年托马斯的祖父和父亲作为约克家族一方参加了博斯沃思之战。战斗以约克家族的理查三世被杀，兰卡斯特家族的亨利·都铎继位为亨利七世告终。霍华德家族则损失惨重，约翰·霍华德在此战中战死，而且由于站错了队，他们所有的头衔都被剥夺了。
托马斯·霍华德长于军事，并参加了多场战斗。1497年他在父亲的指挥下与苏格兰人作战，同年9月30日被父亲封为骑士。亨利八世继位之后托马斯获封嘉德骑士并成为国王的密友，获准居住在宫廷。1513年5月4日他被任命为海军大臣，同年9月9日他参加了弗洛登战役，大败苏格兰人。1511年他的妻子，也是爱德华四世的女儿约克的安妮去世；1513年初他续娶第三代白金汉公爵爱德华·斯塔福德和埃莉诺·珀西之女伊丽莎白·斯塔福德。伊丽莎白的外公为第四任诺森伯兰伯爵亨利·珀西。
1514年2月1日，时任萨里伯爵的老托马斯·霍华德重新受封诺福克公爵；同日国王发布制诰，将萨里伯爵的头衔转封其子。在接下来的几年里托马斯尽心尽力地以各种方式为国王服务：1514年9月他护送国王的妹妹玛丽·都铎去法国与路易十二完婚；1517年五朔节他率军镇压了伦敦的一次暴动。
1520年3月10日托马斯被任命为爱尔兰都护——当时爱尔兰局势动荡，因此是个出力不讨好的职位——7月他不情不愿地前去赴任了。在托马斯留下的信件中提到他曾努力调解基尔代尔伯爵和奥蒙德伯爵之间的矛盾，并且需要更多的金钱和部队。
1521年底托马斯·霍华德被从爱尔兰召回以统帅英国舰队远征法国。他的舰队当时破败不堪，而又被要求对法国海岸地区造成尽可能大的伤害。托马斯曾经试图攻占布雷斯特未果，于是留下副手威廉·菲茨威廉带一支分舰队转为封锁它。英国舰队在接下来的三个月中一直在布列塔尼巡弋，但是尽管有西班牙舰队的协助也未能取得一次决定性的胜利：1522年7月托马斯率部焚毁了莫尔莱，9月又摧毁了布洛涅周边的乡村。随后冬天到了，英国人不得不撤退，军事行动收获寥寥。

## 发迹
1522年12月4日，托马斯·霍华德从父亲手中接过财政大臣一职；1524年5月21日又继任诺福克公爵。他的好战性格使得他与红衣主教托马斯·沃尔西之间频生龃龉，因为后者更倾向于施展自己擅长的外交手腕。1523年，沃尔西支持第一代薩福克公爵查尔斯·布兰登接任了霍华德父亲的军务伯爵一职；1525年又令里士满公爵亨利·菲茨罗伊从霍华德手中抢去了海军大臣的职位。连遭挫败的诺福克公爵因此1525-1528年都很少在王廷露面。
1520年代中叶，诺福克公爵的外甥女安妮·博林获得了亨利八世的垂青，他的政治生命因此焕发了第二春，为了让国王和王后阿拉贡的凯瑟琳的婚姻无效而努力奔走。到1529年，国家大权逐步落入诺福克公爵，萨福克公爵和博林家族手中，他们携手促使国王免去沃尔西的职务。同年10月，诺福克和萨福克受国王之命收回了沃尔西掌管的玉玺；11月沃尔西就因叛国罪的名义被逮捕，但未及审判就在狱中去世。沃尔西的倒台留下了大片的政治真空，诺福克因此受益良多，成为了国王最为倚重的大臣。他继续通过各种办法促成国王婚姻的无效化。作为他鞍前马后的回报，国王赐给他诺福克郡和萨福克郡大量的修道院土地；同时诺福克公爵开始奉外交使命出使外国，1532年他被法国国王封为圣米歇尔骑士。1533年5月28日，诺福克从萨福克手中夺回了军务伯爵的职位。1536年，亨利八世与第二任妻子安妮·博林反目，将其逮捕，随后诺福克以总管大臣的身份出席了自己外甥女的审判。
诺福克公爵和他的第二任妻子伊丽莎白·斯塔福德最初曾经有过一段蜜月期，1527年他勾搭上伊丽莎白·荷兰并把她带回家之后二人的关系急转直下。1530年代公爵夫人正式与他的丈夫分居。她自称是从1534年3月起诺福克就“把我锁在房间里，还拿走了我所有的衣服和珠宝”。随后她被软禁在赫特福德郡的雷德本，每年只有区区两百镑的生活费。她还控诉诺福克和他的家仆曾殴打她。
1536年末求恩巡礼事件在林肯郡和其他几个北部郡爆发时，诺福克和什鲁斯伯里伯爵一道率部前去平叛。一开始他们保持了克制，劝说叛乱的民众解散并许诺既往不咎，同时承诺议会也会考虑他们的请求。然而当1537年初叛乱再次爆发时，诺福克大开杀戒。
1539年，诺福克对国王的宠臣托马斯·克伦威尔开展的宗教改革提出了严重的质疑。当年国王要求议会通过讨论达成共识，结束宗教观点上的分歧。5月5日，议会上院选出了一个委员会专门讨论教义方面的问题；尽管诺福克未被选入委员会，5月16日他还是向议会做了六次维护天主教的报告。5月30日，六条信纲被以法律的形式公布，并于6月28日得到了国王的批准。
1539年6月29日，诺福克，萨福克，克伦威尔和国王都被邀请到大主教托马斯·克兰默家共进晚餐。席间诺福克和克伦威尔围绕前红衣主教托马斯·沃尔西爆发了激烈的争吵，克伦威尔质疑诺福克对国王的忠诚，后者反唇相讥，称克伦威尔是个骗子，两人的斗争开始公开化。之后克伦威尔促使国王迎娶克里维斯的安妮无疑是授人以柄的一步棋——1540年1月国王亲眼见到他的新娘以后对她的容貌大失所望，以至于婚礼刚结束就动了让这段婚姻无效化的念头。诺福克趁机对克伦威尔大加攻讦。1540年6月10日克伦威尔在枢密院开会期间以高度叛国罪被捕，诺福克更“亲手从其颈项上扯下了（嘉德勋章的）圣乔治像”。7月9日，亨利八世和克里维斯的安妮之间的婚姻被宣布无效。7月28日，克伦威尔被斩首，而另一边国王迎娶了诺福克的侄女凯瑟琳·霍华德为第五任妻子。通过这次婚姻诺福克再次独步一时。
然而纸里包不住火，新王后凯瑟琳婚前混乱的私生活以及她与国王的侍从托马斯·卡尔佩珀爵士不清不楚的关系被克兰默主教告知了国王。亨利大发雷霆，认为霍华德家族故意对他隐瞒了凯瑟琳的这些劣迹。他对王后发出褫夺令，并于1542年2月13日处死了她；霍华德家族也有多人被捕，送往伦敦塔，连诺福克的寡母艾格尼丝也未能幸免。然而时任法国大使夏尔·德·马里雅克在1542年1月17日的一封信中写道，诺福克本人不仅未被牵连，而且很快恢复了之前的声望和权势。
1541年1月29日诺福克被任命为特伦特河以北的副将军。1542年8月他率部与苏格兰人作战。1543年6月他奉国王之命与法国开战。在1544年5月-10月的战斗中，他独当一面与国王分头出击。最终诺福克包围了蒙特勒伊，而亨利攻下了布洛涅。由于战线过长粮草军械不济，诺福克不得不从蒙特勒伊解围撤退，在布洛涅留下一些部队驻守以后就撤回加莱了。因为这一决定他被国王痛骂。

## 入狱及释放
亨利八世晚年，他信奉新教的最后一任王后凯瑟琳·帕尔和宠臣第一代赫特福德伯爵爱德华·西摩在宫廷中的势力开始占上风，反之以诺福克为代表的天主教势力逐渐被孤立。为了重振声势诺福克曾计划与西摩家族联姻：把他寡居的女儿玛丽·霍华德嫁给赫特福德伯爵的弟弟托马斯·西摩。但他的计划尚未实现，霍华德家族就突遭横祸。诺福克的长子萨里伯爵亨利·霍华德在设计自己的纹章时采用了先王忏悔者爱德华的王室纹章，这被视为大逆不道。1546年12月12日诺福克父子被捕并送往伦敦塔。次年1月12日诺福克承认自己因为包庇儿子而犯了高度叛国罪，自愿将所有封地献给国王。诺福克的家人，包括他已经分居的妻子，女儿玛丽以及情妇伊丽莎白·荷兰，全部作出了对他不利的证词。19日萨里伯爵被斩首。27日亨利不经审判直接下旨剥夺了诺福克的头衔。此时的国王已经病入膏肓，但还是强撑病体在诺福克的死刑判决上签了字。幸运的是国王次日就驾崩了，而内阁认为新王即位时处决犯人不是个好兆头。爱德华六世统治期间他的封地被当权者瓜分一空，玛丽一世时代他获得了一些土地作为补偿，折合年收入1626英镑。
爱德华六世在位的六年间诺福克仍然一直被关在伦敦塔里。1553年玛丽一世继位后立即赦免了他，并在她的第一次议会中废除了针对诺福克的褫夺令。他因此又重获公爵头衔，再次成为枢密院成员并以总管大臣的身份在8月18日参加了对第一代諾森伯蘭公爵約翰·達德利的审判。诺福克甚至夺回了军务伯爵的职位并以此身份参加了玛丽于10月1日的加冕典礼。他此生最后一次为王室尽忠是1554年初率军镇压了异见分子因为反对女王与西班牙的腓力二世结婚而发动的一次叛乱。

## 婚姻及子嗣
托马斯·霍华德曾結婚兩次。
1495年2月4日娶爱德华四世的女兒安妮公主。兩人沒有存活的子女。
1513年初娶白金漢公爵愛德華·斯塔福德之女伊麗莎白。两人育有二子二女：
- 亨利·霍華德（約1517年—1547年），薩里伯爵，他的继承人。他是第四代公爵的父親。
- 托马斯·霍华德（約1520年—1582年），1559年被伊丽莎白一世封为宾登的霍华德子爵。
- 玛丽·霍华德（英语：Mary FitzRoy, Duchess of Richmond and Somerset）（1519年—1557年），嫁予亨利八世的私生子亨利·菲茨罗伊。
- 凯瑟琳·霍华德（？年—1530年），早逝。

## 身后
第三代诺福克公爵1554年8月25日在肯宁霍尔去世，葬于萨福克郡弗瑞林姆的圣米迦勒教堂。

## 文艺作品
- 1933年的《The Private Life of Henry VIII》中，弗里德里克·卡里饰演诺福克公爵
- 1970年BBC的迷你电视剧《The Six Wives of Henry VIII》中，帕特里克·特劳顿饰演诺福克公爵；1973年电视剧改编为电影《Henry VIII and His Six Wives》，麦可尔·高夫饰演诺福克公爵。
- 1966年的电影《良相佐国》中，奈傑·戴文波特饰演诺福克公爵
- 1969年的电影《千日安妮》中，彼得·杰弗里饰演诺福克公爵；他在1996年改编自马克·吐温作品的影片《王子与贫儿》中再次饰演诺福克公爵。雷克斯·哈里森爵士在1978年根据同一部小说改变的同名电影中饰演诺福克。
- 2003年的电视剧《亨利八世》中马克·史壮饰演诺福克公爵。
- 2007年的电视剧《都铎王朝》中亨利·科泽尼饰演诺福克公爵。
- 2008年的电影《另一个波琳家的女孩》中大卫·莫瑞瑟饰演诺福克公爵。
- 2015年改编自希拉里·曼特尔的小说的同名迷你电视剧《狼厅》中，伯纳德·希尔饰演诺福克公爵。